# Wolf Curt von Schierbrand

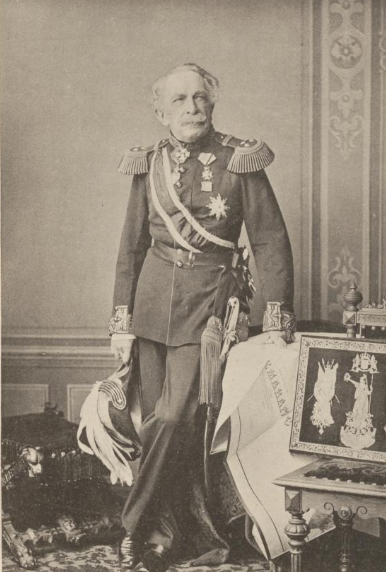
Wolf Curt von Schierbrand (um 1867)

Wolf Curt von Schierbrand (* 31. Januar 1807 in Bautzen; † 20. Februar 1888 in Dresden) war ein aus Sachsen stammender königlich niederländischer Offizier, Naturforscher und Sammler von Zoologica und ethnographischen Objekten. Er führte dem damaligen Königlichen Zoologischen und Anthropologisch-Ethnographischen Museum in Dresden (heute Museum für Tierkunde und Museum für Völkerkunde) zahlreiches Sammlungsmaterial aus dem Bereich der heutigen indonesischen Inselwelt zu und leistete entscheidende Beiträge bei den Bestrebungen, die verstreut in verschiedenen königlichen Museen untergebrachten diversen Exponate in diesem unter Adolf Bernhard Meyer 1875 umstrukturierten Museum in Dresden zu vereinen.

## Leben
Wolf Curt von Schierbrand war der Älteste von drei Söhnen des aus Kirchheilingen in Thüringen stammenden königlich sächsischen Majors Reinhold Friedrich Ernst Heinrich von Schierbrand (1769–1817) und dessen aus Bautzen stammender Ehefrau Christiane Friederike (1782–1832), geborene Tietzen. Der Großkaufmann Curt Thilo von Schierbrand (1808–1890) und der königlich sächsische Bauamtmann Reinhold Curt von Schierbrand (1816–1857) waren seine jüngeren Brüder. Er hatte weiterhin drei Schwestern, wovon seine Schwester Ulrike (1810–70) mit dem Leiter der Dresdner Mädchenschule Gottlieb Immanuel Schöne (1794–1849) verheiratet war. Der Philologe und Literaturhistoriker Alfred Schöne, der spätere Generaldirektor der Königlichen Museen zu Berlin Richard Schöne und der US-amerikanische Journalist und Autor Wolf von Schierbrand waren seine Neffen.
Nach dem Besuch der Bürgerschule in Leipzig von 1814 bis 1820 und der anschließenden Ritterakademie in Dresden trat Wolf Curt von Schierbrand in niederländisch-ostindische Dienste und wurde hier trotz Vermittlung des mit seinem Vater befreundeten und bereits in Diensten des Königreichs der Vereinigten Niederlande stehenden Herzogs Bernhard von Sachsen-Weimar nicht als Offizier eingestellt. Er musste sich nach seiner Verpflichtung ganz von unten hochdienen und wurde 1825 Corporal und im Jahr 1826 Kadett beim Ingenieurkorps.
In den folgenden Jahren war er maßgeblich an der topografischen und ökonomischen Erschließung der indonesischen Inselwelt beteiligt, wobei seine topografischen Aufnahmen als Pionierleistungen gelten. Darüber hinaus hatte er die Leitung bei der Errichtung strategisch bedeutender Forts und Hafenbefestigungsanlagen auf der Insel Java. 1828 wurde er 2. Lieutenant-Ingenieur, 1833 zum 1. Lieutenant, 1837 zum Hauptmann, 1847 zum Major-Ingenieur und 1850 mit gleichzeitiger Versetzung nach Batavia zum Oberst-Lieutenant befördert.
Im Jahr 1854 wurde ihm als Oberst das gesamte Geniewesen unterstellt. Hierbei nahm er zugleich die Dienststellung als Inspekteur der Sappeure in Batavia wahr. Nachdem er 1862 die formalen Voraussetzungen erfüllt und die niederländische Staatsangehörigkeit angenommen hatte, wurde er zum Generalmajor und 1867 zum General-Lieutenant befördert. Während dieser Zeit hatte er zwischenzeitlich den Oberbefehl über die Kolonialarmee inne.
Wolf Curt von Schierbrand unterstützte während seiner Dienstzeit in Niederländisch-Ostindien Forschungen von Wissenschaftlern unterschiedlicher Nationalität, indem er ihre Aufenthalte organisierte, sie auf Reisen begleitete oder zoologische, ethnografische sowie anthropologische Sammlungen vermittelte.
Seit 1850 sandte er umfangreiche Sammlungen von überwiegend Zoologica und ab 1855 verstärkt javanische Altertümer und Ethnografica nach Sachsen (nachgewiesen sind etwa 1.000 Objekte). Den Sammlungen der Novara-Expedition (1857–1859) der Novara übereignete er zahlreiche Exponate bei deren Aufenthalt auf Java.
Im Jahr 1865 erhielt er einen zweijährigen Urlaub in Europa genehmigt, wurde 1867 noch während seiner aktiven Zeit zum General-Lieutenant befördert und ging wenige Zeit später in Ruhestand. Nach seiner Pensionierung lebte er bis zu seinem Tod am Johannisplatz 2 in Dresden. Er nahm hier aktiv am gesellschaftlichen Leben teil und wirkte bis zuletzt bei diversen Veränderungen der Dresdner Museumslandschaft mit.
Sein Bericht über seine Reisen 1825–1826 nach Java wurde postum 1888 in einer von seinem Neffen Alfred Schöne herausgegebenen Ausgabe veröffentlicht.
Im Jahr 1854 wurde ihm das Ritterkreuz des Albrechts-Ordens und 1868 das Großkreuz des Albrechts-Ordens verliehen. Er war weiterhin Ritter des königlich niederländischen Löwenordens, Kommandeur des Großherzoglich luxemburgischen Ordens der Eichenkrone und Träger des Komturkreuzes des Franz-Joseph Ordens.
Wolf Curt von Schierbrand war seit 1854 Ehrenmitglied der Naturwissenschaftlichen Gesellschaft ISIS zu Dresden und wurde am 24. August 1865 unter der Präsidentschaft des Arztes, Naturphilosophen und Malers Carl Gustav Carus mit dem akademischen Beinamen Hans Sloane III. unter der Matrikel-Nr. 2049 als Mitglied in die Kaiserliche Leopoldino-Carolinische Deutsche Akademie der Naturforscher aufgenommen. Sein gewählter Beiname war dabei eine Reverenz an den irischen Mediziner, Botaniker, Forschungsreisenden und Sammler Hans Sloane.
August von Pelzeln benannte ihm zu Ehren 1865 den Stachelbürzler Volvocivara Schierbrandi, der heute als Unterart zu Coracina fimbriata schierbrandii (Pelzeln, 1865) gestellt wird.

## Werke
- Topographische kaart der residentie Kadoe. Opgenomen ten gevolge Gouvernements Besluit van 1 Januarij 1860 n. 24 onder de leiding van den Kolonel Directeur der Genie W.C. von Schierbrand. Topographisch Bureau, s-Gravenhage 1870 (Digitalisat)
- mit Alfred Schöne (Herausgeber): Reisebericht aus Java a. d. J. 1825–1826. Für die Familie und die Freunde als Manuskript herausgegeben von A. Schöne. Hartung, Königsberg 1888 (Digitalisat)